# Edmundo Camargo
Edmundo Camargo Ferreira (21 de enero de 1936, Sucre, Bolivia - 27 de marzo de 1964) fue un poeta boliviano. Su obra fue publicada de manera póstuma por Jorge Suárez, pues Camargo murió a una edad muy temprana y dejó todos los manuscritos en manos de su colega.

## Biografía
Edmundo Camargo, hijo de Hilarión Camargo y Judith Ferreira, nació en la ciudad de Sucre, Bolivia, el 21 de enero de 1936. Después se trasladó a la ciudad de Cochabamba en la que pasó su infancia.
Desde muy pequeño escribió poesía y fue en la ciudad de Cochabamba que conoció a Jorge Suárez, otro poeta boliviano, mayor que él, con el que entabló amistad hasta el fin de sus días. Fue también en esa ciudad en la que fue compañero de curso del escritor Mario Vargas Llosa.
El año 1955, Camargo sale de su país y se traslada a Madrid, en donde realiza estudios en Filosofía. Posteriormente se traslada a París, en donde conoce a Francoise Varevele, con quien se casa y tiene dos hijos. Vuelve a Bolivia el año 1960 y se enferma gravemente. Es entonces que comienza a deteriorarse su salud y muere el 27 de marzo de 1964.

## Obras
- El tiempo de los muertos, 1964.